# José Antonio Sayés
José Antonio Sayés Bermejo (Peralta, Navarra, 17 de janeiro de 1944 – Pamplona, 26 de abril de 2022)  foi um padre, teólogo e apologista espanhol.  Foi considerado um dos mais importantes teólogos espanhóis após o Concílio Vaticano II. 

## Biografia
Nasceu na cidade navarra de Peralta, em 17 de janeiro de 1944. Ele era o mais novo de três irmãos: Juan, que também era padre, e Jesus, que era açougueiro. 
Depois de completar a formação sacerdotal no Seminário de Pamplona, foi ordenado sacerdote (1968). Durante sua formação acadêmica foi aluno de Joseph Ratzinger (1972) em um curso sobre Eucaristia.  Depois de obter o Doutorado em Teologia pela Universidade Gregoriana, foi professor de Teologia fundamental na Faculdade de Teologia do Norte da Espanha ( Burgos ). 
Ele colaborou com o cardeal de Viena Christoph Schönborn na redação do novo Catecismo da Igreja Católica.  Participou do programa de televisão Lágrimas en la lluvia,  moderado por Juan Manuel de Prada .  No seminário de Burgos, onde também lecionou, foi diretor de dissertação de José Ignacio Munilla. 
Ele cunhou o termo “Teologia da Secularização” para descrever as causas e consequências do modernismo teológico que se infiltrou na Igreja. 
Um de seus hobbies eram as montanhas. Organizou acampamentos para jovens em vários locais de Espanha: Pirenéus, Cordilheira Cantábrica, Serra de Gredos; e da Europa: Alpes e Dolomitas. 
Faleceu aos 78 anos, no dia 26 de abril, na residência sacerdotal El Buen Pastor (Pamplona), em consequência de uma doença neurodegenerativa. 

## Obras
Escreveu mais de quarenta obras de teologia e filosofia. Ele também foi palestrante regular e autor de vários artigos, incluindo:
- B. Sesboüé: cristología y relativismo, Revista agustiniana, ISSN 0211-612X, Vol. 49, N.º 148, 2008, pags. 229-284
- Sobre la eclesiología de comunión de S. Pie Ninot, Revista agustiniana, ISSN 0211-612X, Vol. 48, N.º 146, 2007, pags. 397-408
- Jesucristo y la Moral, Burgense: Collectánea Scientífica, ISSN 0521-8195, Vol. 44, N.º. 2, 2003, pags. 393-464
- ¿Cómo hablar hoy del infierno?: Diálogo con H. U. von Balthasar, Revista agustiniana, ISSN 0211-612X, Vol. 43, N.º 130, 2002, pags. 141-172
- Jesús y las etapas de la fundación de su Iglesia, Burgense: Collectánea Scientífica, ISSN 0521-8195, Vol. 40, N.º. 1, 1999, pags. 9-60
- La autonomía de las realidades temporales y el orden sobrenatural, Estudios eclesiásticos, ISSN 0210-1610, Vol. 64, N.º. 250-251, 1989 (Ejemplar dedicado a: Fides quae per caritatem operatur. Homenaje a Juan Alfaro en su 75 cumpleaños (II)), pags. 465-494

### Livros
- Jesucristo, no tenemos otro nombre, 2011. ISBN 978-84-8353-358-1
- La Gracia, Edibesa, 2004. ISBN 84-8407-437-4
- El misterio eucarístico. Ediciones Palabra, 2003. ISBN 84-8239-739-7
- Teología moral fundamental, Editorial Edicep C.B., 2003. ISBN 84-7050-758-3
- Teología de la creación, Ediciones Palabra, 2002. ISBN 84-8239-643-9
- Cristianismo y filosofía, Editorial Edicep C.B., 2002. ISBN 84-7050-691-9
- Cristianismo y religiones: la salvación fuera de la Iglesia. San Pablo, 2001. ISBN 84-285-2317-7
- La Trinidad: misterio de salvación. Ediciones Palabra, 2000. ISBN 84-8239-423-1
- Moral de la sexualidad. Editorial Edicep C.B., 2000. ISBN 84-7050-607-2
- La Iglesia de Cristo: curso de eclesiología. Ediciones Palabra, 1999. ISBN 84-8239-341-3
- Compendio de teología fundamental: la razón de nuestra esperanza. Editorial Edicep C.B., 1998. ISBN 84-7050-518-1
- El demonio, ¿realidad o mito?. San Pablo, 1997. ISBN 84-285-2022-4
- Antropología y moral: de la "nueva moral" a la "Veritatis splendor". Ediciones Palabra, 1997. ISBN 84-8239-163-1
- Más allá de la muerte. San Pablo, 1996. ISBN 84-285-1880-7
- Teología para nuestro tiempo: la fe explicada. San Pablo, 1995. ISBN 84-285-1743-6
- Señor y Cristo. Ediciones Universidad de Navarra. EUNSA, 1995. ISBN 84-313-1351-X
- El tema del alma en el catecismo de la iglesia católica. Pamplona: Fundación Gratis Date, 1994. ISBN 84-87903-15-0
- Ciencia, ateísmo y fe en Dios. Ediciones Universidad de Navarra. EUNSA, 1994. ISBN 84-313-1276-9
- El sacramento de la Eucaristía: (para uso de los alumnos). Burgos: Aldecoa, D.L. 1989. ISBN 84-7009-302-9
- Moral de la sexualidad. Ávila: Asociación Educativa Signum Christi, 1988. ISBN 84-404-3826-5
- Cristología dogmática: (para uso de los alumnos). Burgos: Aldecoa, D.L. 1988. ISBN 84-7009-290-1
- Pecado original y redención de Cristo. Madrid: Edapor, 1988. ISBN 84-85662-53-9
- El misterio eucarístico. Madrid: La Editorial Católica, 1986. ISBN 84-220-1258-8
- Jesucristo, Nuestro Señor. Madrid: Edapor, 1985. ISBN 84-85662-39-3
- Cristología fundamental. Madrid: Cete, 1985. ISBN 84-398-5239-8
- Jesucristo, ser y persona. Burgos: Aldecoa, 1984. ISBN 84-7009-222-7
- Dios existe, Madrid: Edapor, 1982. ISBN 84-85662-25-3
- La Eucaristía, centro de la vida cristiana. Madrid: La Editorial Católica, 1982. ISBN 84-220-1036-4
- La Eucaristía. Madrid: Edapor, 1981. ISBN 84-85662-17-2
- Existencia de Dios y conocimiento humano. Universidad Pontificia de Salamanca, 1980. ISBN 84-7299-077-X
- La presencia real de Cristo en la Eucaristía. Madrid: La Editorial Católica, 1976. ISBN 84-220-0781-5